# Vera da pozzo (Bergamo)
La vera da pozzo è una tipica fontana di foggia veneziana completa di protezione dalla forma tipica che le dà il nome e si trova in piazza Mascheroni all'imbocco della cittadella viscontea di Bergamo e copre una delle tante cisterne di raccolta acque cittadine.

## Storia
L'urbanizzazione della città di Bergamo fu possibile anche grazie allo sfruttamento delle acque che furono convogliate in un primo acquedotto con la formazione di numerose fontane, cisterne e lavatoi che hanno servito la popolazione cittadina.
Il pozzo è stato edificato sopra la grande cisterna costruita nel 1605-1606 e che raccoglieva l'acqua proveniente dalle piogge e da una sorgente minore posta a ovest della cittadella, molto importante durante l'occupazione veneziana e che contava 500 mc. corrispondenti a «1400 padovani» di riserva d'acqua costruito per volontà del podestà Francesco Diedo e comandante Andrea Paruta. Il grande serbatoio fu poi unito all'acquedotto Magistrale cittadino che forniva l'intera comunità garantendo anche il rifornimento idrico ai militari durante eventuali attacchi bellici. La vera da pozzo fu posta a copertura del pozzo solo nel 1763, perché fosse più accessibile e utilizzabile dagli abitanti dei palazzi presenti in piazza Mascheroni da Marino Cavalli, completata poi da una pompa a stantuffo nell'Ottocento.

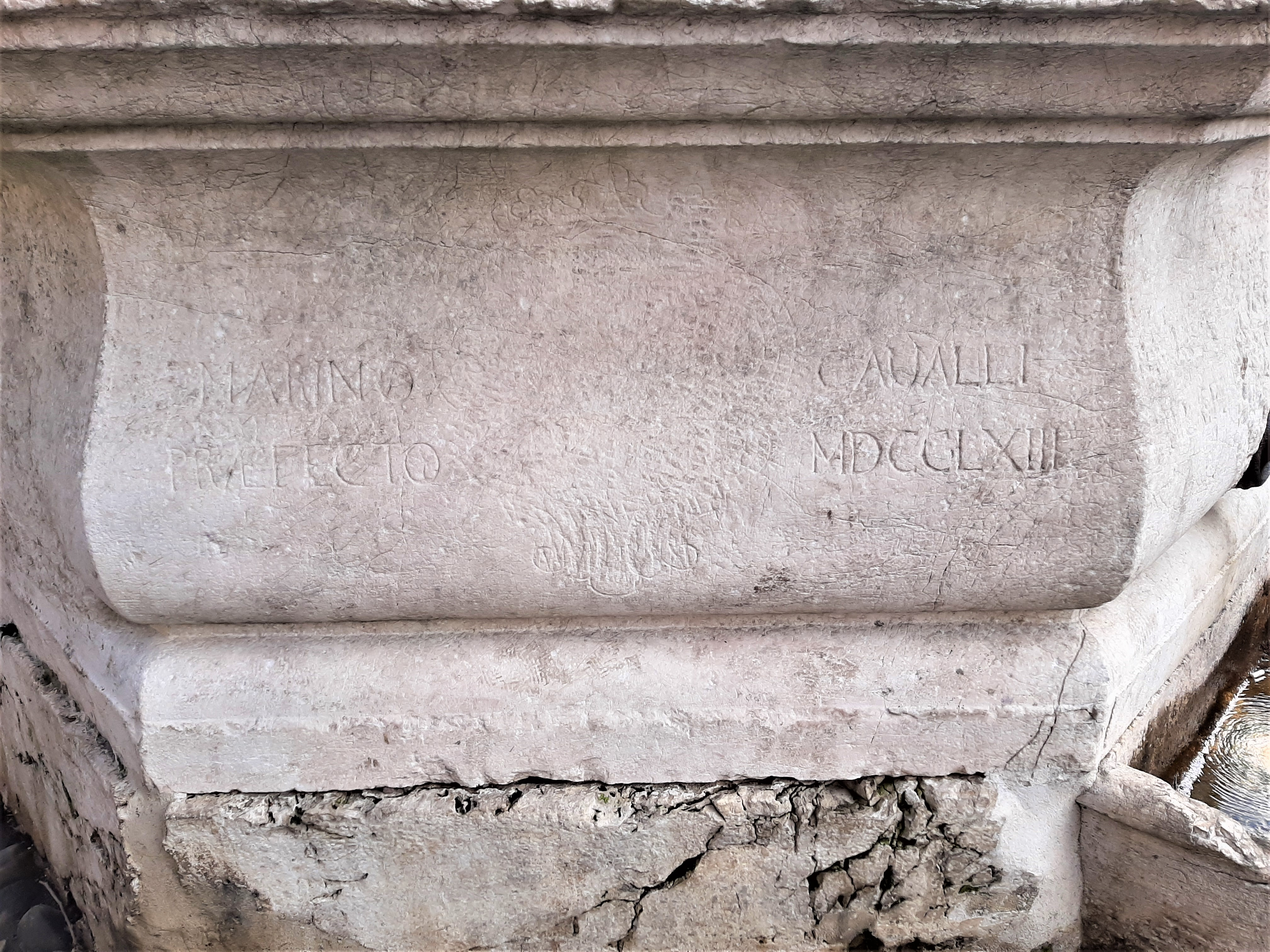
Scritta presente «MARINI CAVALLI PARAEFECTO MDCCDXIII»

## Descrizione
Il pozzo è a forma ottagonale in pietra bianca di Zandobbio, ed è posto sopra un alto basamento completo di fasciatura che gira intorno a tutto il perimetro. Il lato nord conserva la dicitura «FRANG EDO PRAE» mentre il lato sud l'epigrafe «ANDREA PRAEF», nome dei due personaggi che edificarono il grande serbatoio, mentre il nome ancora leggibile è «MARINI CAVALLI PARAEFECTO MDCCDXIII», probabilmente vi era inciso anche il nome di Carlo Zino allora podestà che ne autorizzò la sua edificazione. Le scritte furono purtroppo rovinate dopo il 1797 durante l'occupazione napoleonica e la repubblica Cisalpina, e successivamente dall'occupazione austriaca.
Il pozzo ha una copertura in ferro a protezione dell'ampia bocca e originariamente aveva decori non più leggibili, usurati dal tempo.